# All I Wanna Do in Life
«All I Wanna Do in Life» es una canción escrita por Allen Reynolds y Sandy Mason Theoret. Apareció en 1976 en el álbum Dreamin' My Dreams, de la cantante británica Marianne Faithfull, y poco después en 1977 en el álbum Nashville Album, del también británico Chip Hawkes, exmiembro de los Tremeloes.

## Versión de Marianne Faithfull
Marianne Faithfull grabó «All I Wanna Do in Life» para su álbum de country Dreamin' My Dreams, con arreglos y producción de John Worth. La canción fue lanzada como segundo sencillo del álbum el 10 de septiembre de 1976.

### Recepción
El 10 de noviembre ingresó en las listas irlandesas por cinco semanas, en las cuales alcanzó el puesto 21 en su segunda semana.

## Otras versiones
- Crystal Gayle, en su álbum We Must Believe in Magic (1977).[5]